# Кленівка (Сімферопольський район)
Кле́нівка (до 1948 року — Туватай, крим. Tuvatay) — село Сімферопольського району Автономної Республіки Крим. Підпорядковується Донській сільській раді.

## Сучасність
У Кленівці 8 вулиць і 1 провулок. Площа, займана селом, 48,3 гектара, на якій у 321 дворі, за даними сільради на 2009 рік, числилось 957 жителів. У селі діє муніципальне бюджетне загальноосвітній заклад «Кленівська Основна школа», є клуб, село пов'язане автобусним сполученням з Сімферополем.

## Географія
Село розташоване на північному сході району, на стику передгірної і степової зон Криму, у пониззі долини річки Бештерек, на Лівому березі, висота центру села над рівнем моря — 164 м. Відстань до Сімферополя близько 26 кілометрів і 11 кілометрів до центру поселення — Донське.